# Bundesautobahn 253
La Bundesautobahn 253, abbreviata anche in A 253, è una autostrada tedesca, lunga poco più di 4 km, che collega tra di loro i quartieri di Wilhelmsburg e di Wilsburg di Amburgo.
Attualmente non ha sbocchi in nessun'altra autostrada, ma sono pianificati i prolungamenti per unirla all'imbocco dell'autostrada A 252 ed un incrocio con la futura A 26.

## Percorso
| A 253 |           |                          |     |                |                |
| Tipo  | n° uscita | Indicazione              | km  | Corrispondenze | Strada europea |
|       | 3         | Hamburg Wilhelmsburg Sud | 4,8 |                |                |
|       | 4         | Hamburg Neuland          | 2,7 |                |                |
|       | 5         | Hamburg Harburg Mitte    | 1,9 |                |                |
|       | 6         | Hamburg Wilstorf         | 0,6 |                |                |